# Marco Di Lauro (fotoreporter)
Marco Di Lauro (Milano, 31 ottobre 1970) è un fotografo e fotoreporter italiano specializzato in reportage di guerra e sociali.

## Formazione
Marco Di Lauro ha studiato letteratura italiana e storia dell'arte all'Università degli Studi di Milano, in seguito si è trasferito negli Stati Uniti, dove ha frequentato un corso di giornalismo alla Boston University, in Massachusetts. Nel 1995 è tornato in Italia e si è diplomato in fotografia all'Istituto Europeo di Design a Milano.

## Carriera
Di Lauro comincia la sua carriera di fotogiornalista occupandosi di problematiche sociali. Tra il 1990 e 1994 documenta l'infanzia violata in India e la povertà delle popolazioni andine in Perù. Nel frattempo però prosegue il suo apprendistato in Occidente, e segue le sfilate di moda, lavorando a Milano come assistente fotografo per Alfredo Albertone e a Parigi come photo-editor per l'agenzia Magnum.

Nel 1997 ha inizio la sua attività nei teatri di guerra. Nel luglio di quell'anno, il fotoreporter parte per il Kosovo  a documentare l'inizio della pulizia etnica. È in questa occasione che l'Associated Press lo chiama nel suo staff. Sempre per l'AP racconta il Giubileo del 2000 da Roma, dove si trasferisce e lavora come photo-editor per l'ufficio locale dell'agenzia americana.

Nel luglio 2001 copre il summit G8 a Genova e nell'ottobre dello stesso anno, due settimane dopo gli attentati contro il World Trade Center e il Pentagono parte per l'Afghanistan, e riesce ad entrare nella regione attraversando a piedi gli altipiani da nord. Sarà lì uno dei primi occidentali in grado di documentare, dall'interno, la caduta di Kabul sotto il fuoco delle Truppe dell'Alleanza del Nord, il 13 novembre 2001. Lo stesso giorno viene colpito alla schiena dal proiettile di un AK47, per mano di un guerrigliero talebano durante un'imboscata. Lo salva il giubbotto antiproiettile.
Dal settembre 2002 Marco Di Lauro lavora in esclusiva con l'agenzia americana Getty Images, per la quale segue il conflitto mediorientale lungo la Striscia di Gaza; passa quasi tutto il 2003 e il 2004 in Iraq, a documentare l'invasione americana e il dramma della popolazione irachena. Il suo scatto che ritrae i corpi dei Musulmani sciiti ritrovati nelle fosse comuni volute da Saddam Hussein e scoperte dagli americani nel maggio 2003, rimarrà per alcuni mesi all'ingresso del Pentagono, scelta insieme ad altre dal vice Segretario alla Difesa Paul Wolfowitz come simbolo della guerra in Iraq.

Risale invece al 2 marzo 2004 un altro incidente testimoniato da una sequenza di fotografie: mentre è a Karbala, Di Lauro rimane coinvolto in una serie di esplosioni nel tentativo di raccontare un attentato-bomba avvenuto sotto i suoi occhi.

### I lavori più recenti
Dal 2004 il fotoreporter lavora come embedded delle truppe inglesi e americane in Afghanistan; reportages come Casualties of the nameless (2007) che racconta le condizioni delle vittime civili delle Truppe NATO durante il conflitto, gli hanno valso numerosi premi e riconoscimenti internazionali. L'ultimo servizio in ordine di tempo è The flight of Angels (2009), sul lavoro svolto dal MERT (Mediacal Emergency Response Team) in Afghanistan per salvare i soldati feriti nel conflitto. Collabora anche con alcuni dipartimenti delle Nazioni Unite; nell'ottobre 2008 Angelina Jolie, ambasciatrice dell'UNHCR, l'Alto Commissariato per i Rifugiati dell'ONU, lo chiama per realizzare un reportage fotografico in Afghanistan, i cui proventi saranno destinati a finanziare, attraverso l'opera della Jolie-Pitt Foundation, i progetti di cui l'attrice è testimonial. Nel 2009, invece, accompagna altri volti celebri, in qualità di ambasciatori UNICEF, nelle loro missioni in Africa. Per l'agenzia Getty Images ha anche coperto il terremoto dell'Aquila dell'aprile 2009 e quello di Haiti del gennaio 2010.
I Reportage di Marco Di Lauro sono apparsi su Newsweek, Time Magazine, New York Times, The Times, Le Monde, Der Spiegel, Stern, El Pais, e vari altri giornali del mondo.

## Premi e riconoscimenti
Il lavoro di Marco di Lauro ha ricevuto numerosi premi e riconoscimenti a livello nazionale e internazionale. Tra i più rilevanti, il PDN - Photo District News, diverse edizioni del PX3- Prix de la Photographie Paris, l'IPA-International Photography Award, l'American Photography Anniversary Annual e il Premio Nazionale sul Reportage di Guerra “Antonio Russo”. Nel 2001 ha anche ottenuto il secondo posto al World Press Photo Award e nel 2011 si è classificato al primo posto nella stessa competizione, nella categoria "Contemporary Issues"..

## Mostre
2001-“Afghanistan Fermo Immagine”. Palazzo delle Esposizioni, Roma (collettiva) 2002- “Afghanistan”. George Eastman House, New York (collettiva). 2002- “Afghanistan, La Speranza di un nuovo volto”. UNUCI, Milano (personale). 2003- “Iraq”. Proud Gallery. Londra (collettiva). 2007- "Only Human, a photographic narrative of the shared human experience” . Academy of Art University, San Francisco (collettiva). 2007- "Photographers in Conflict”. Kunsthaus Glarus.Zurigo (collettiva). 2008- "The consequences of the wars in Iraq, Lebanon, Afghanistan from 2001 to 2006".The First International Biennial of Photography in The Islamic World, Tehran (collettiva). 2008 - “Casualties of the Nameless”. Mo.ca.Studio- Festival internazionale di Fotografia. Roma (personale) 2008 - “Casualties of the Nameless”- Foianofotografia2008, Foiano della Chiana (personale).